# Euryphaedra thauma
Euryphaedra thauma är en fjärilsart som beskrevs av Otto Staudinger 1891. Euryphaedra thauma ingår i släktet Euryphaedra och familjen praktfjärilar. Inga underarter finns listade i Catalogue of Life.

## Bildgalleri

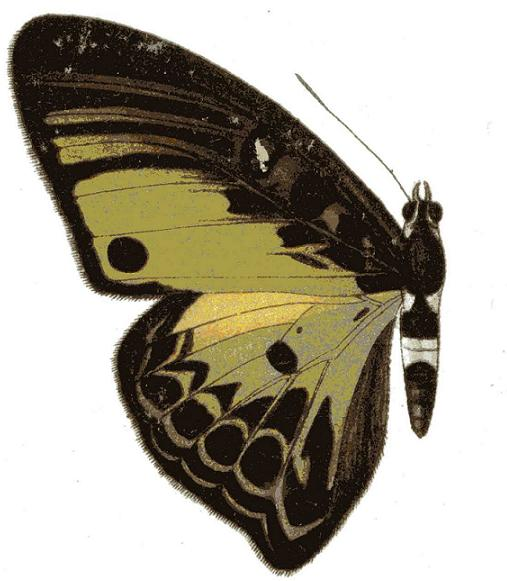